# Principles and Practice of Architecture
Principles and Practice of Architecture è un saggio del 1869 che affronta il tema della costruzione degli edifici alti attraverso un approccio scientifico e tecnologico, rispecchiando le rapide innovazioni dell'epoca. Scritto dal celebre architetto e ingegnere americano William Le Baron Jenney insieme a Sanford E. Loring, il libro è stato prodotto durante un periodo in cui l’architettura stava evolvendo, integrando l'uso di nuovi materiali come il ferro e l'acciaio e introducendo concetti che avrebbero portato alla nascita dei grattacieli moderni.

## Contenuto
Il libro si sviluppa in due parti principali:
- Teoria Architettonica: Questa sezione introduce i principi fondamentali di architettura, legati all’uso degli spazi, alla funzionalità e alla distribuzione dei carichi negli edifici. Jenney enfatizza l'importanza della progettazione scientifica e ingegneristica, proponendo una fusione tra estetica e funzionalità.
- Pratica Costruttiva: Qui viene spiegato l’uso dei materiali innovativi, come il ferro e l’acciaio, e il loro ruolo nel permettere la costruzione di edifici più alti e resistenti. La parte pratica copre anche le tecniche di costruzione per migliorare la resistenza strutturale e il rischio di incendio, un problema particolarmente sentito nella ricostruzione di Chicago dopo il grande incendio del 1871.

## Temi Principali
I temi principali affrontati nel testo sono:
- Struttura in Ferro e Acciaio: Jenney e Loring sono tra i primi a proporre l'uso di una struttura a scheletro metallico per supportare i carichi verticali, liberando così le pareti per altre funzioni e permettendo la costruzione di edifici più alti e leggeri.
- Funzionalismo Architettonico: Gli autori promuovono un approccio funzionale all'architettura, in cui la struttura risponde in modo diretto agli usi previsti, anticipando principi che sarebbero stati esplorati più tardi dal Movimento Moderno.
- Protezione Antincendio: Nel testo viene trattato l’uso di materiali ignifughi e di tecniche per ridurre il rischio di incendio negli edifici, un problema critico all'epoca e un obiettivo di Jenney per proteggere le strutture urbane.
- Pianificazione Urbana e Architettura Ecologica: Jenney e Loring esplorano anche temi come l'importanza del verde urbano e degli spazi pubblici, ispirandosi alla pianificazione parigina di Haussmann e promuovendo un’idea di città in armonia con la natura, un concetto che troverà eco nei movimenti successivi dell'architettura sostenibile.

## Influenza
Principles and Practice of Architecture ha avuto un ruolo chiave nell'evoluzione dell'architettura americana, influenzando generazioni di architetti che avrebbero poi contribuito a formare la Scuola di Chicago. Il testo, che combina teoria e applicazione pratica, è stato una risorsa fondamentale per giovani architetti come Louis Sullivan e Daniel Burnham, e il suo approccio scientifico all’architettura e all'ingegneria ha ispirato altri a sperimentare nuove tecniche costruttive.

## Edizioni
- (EN) William Le Baron Jenney e Sanford E. Loring, Principles and Practice of Architecture, Cobb, Pritchard, 1869.
- (EN) William Le Baron Jenney e Sanford E. Loring, Principles and Practice of Architecture, Cobb, Pritchard, 2014  [1869].